# 梁剛 (隋朝)
梁刚（?—?），表字永固，安定郡乌氏县（今甘肃省泾川县东北）人，北周、隋朝大臣。梁士彦次子。
梁刚弱冠之年授任仪同，杨坚执政时，以平尉迟迥的功勋，加开府。攻打突厥有功，进位上大将军、通政县公、泾州刺史。开皇六年（586年）梁士彦谋反被杀，梁刚因为之前多所劝谏获免，被迁徙到瓜州。他的大哥梁操字孟德，出继伯父，官至上开府、义乡县公、长宁王府骠骑，早卒。弟弟梁叔谐，官至上仪同、广平县公、车骑将军。梁志远为安定伯，梁务为建威伯，都在梁士彦的案件被诛杀。